# Haltere la Jocurile Olimpice de vară din 2016 - masculin 85 kg
Proba de haltere categoria 85 de kg masculin de la Jocurile Olimpice de vară din 2016 de la Rio de Janeiro a avut loc la data de 12 august, la Pavilionul 2 al Riocentro.

## Recorduri
Înaintea acestei competiții, recordurile mondiale și olimpice erau următoarele.
| Recorduri mondiale | Smuls   | Andrei Rybakou (BLR)   | 187 kg | Chiang Mai, Tailanda | 22 septembrie 2007 |
| Recorduri mondiale | Aruncat | Kianoush Rostami (IRN) | 220 kg | Teheran, Iran        | 31 mai 2016        |
| Recorduri mondiale | Total   | Kianoush Rostami (IRN) | 395 kg | Teheran, Iran        | 31 mai 2016        |
| Recorduri olimpice | Smuls   | Andrei Rybakou (BLR)   | 185 kg | Beijing, China       | 15 august 2008     |
| Recorduri olimpice | Aruncat | Pyrros Dimas (GRE)     | 215 kg | Sydney, Australia    | 23 septembrie 2000 |
| Recorduri olimpice | Total   | Andrei Rybakou (BLR)   | 394 kg | Beijing, China       | 15 august 2008     |

## Rezultate
| Loc | Atlet                        | Grupa | Greutatea corpului | Smuls (kg) | Smuls (kg) | Smuls (kg) | Smuls (kg) | Aruncat (kg) | Aruncat (kg) | Aruncat (kg) | Aruncat (kg) | Total |
| Loc | Atlet                        | Grupa | Greutatea corpului | 1          | 2          | 3          | Rezultat   | 1            | 2            | 3            | Rezultat     | Total |
| --- | ---------------------------- | ----- | ------------------ | ---------- | ---------- | ---------- | ---------- | ------------ | ------------ | ------------ | ------------ | ----- |
| 1   | Kianoush Rostami (IRI)       | A     | 84.26              | 174        | 179        | 182        | 179        | 215          | 215          | 217          | 217          | 396   |
| 2   | Tian Tao (CHN)               | A     | 84.85              | 173        | 178        | 178        | 178        | 210          | 210          | 217          | 217          | 395   |
| 3   | Gabriel Sîncrăian (ROU)      | A     | 84.33              | 167        | 171        | 173        | 173        | 204          | 212          | 217          | 217          | 390   |
| 4   | Denis Ulanov (KAZ)           | A     | 84.95              | 170        | 175        | 175        | 175        | 215          | 215          | 215          | 215          | 390   |
| 5   | Oleksandr Pielieshenko (UKR) | A     | 84.73              | 170        | 173        | 175        | 175        | 210          | 210          | 212          | 210          | 385   |
| 6   | Petr Asayonak (BLR)          | A     | 84.24              | 165        | 170        | 173        | 170        | 201          | 207          | 215          | 207          | 377   |
| 7   | Pavel Khadasevich (BLR)      | A     | 84.47              | 166        | 170        | 173        | 170        | 195          | 201          | 201          | 195          | 365   |
| 8   | Faris Ibrahim (QAT)          | A     | 84.79              | 151        | 155        | 158        | 158        | 197          | 203          | 208          | 203          | 361   |
| 9   | Giovanni Bardis (FRA)        | B     | 84.63              | 160        | 160        | 165        | 165        | 185          | 190          | 192          | 192          | 357   |
| 10  | Benjamin Hennequin (FRA)     | A     | 84.43              | 155        | 160        | 160        | 155        | 195          | 202          | 202          | 195          | 350   |
| 11  | Yoelmis Hernández (CUB)      | A     | 84.49              | 150        | 150        | 150        | 150        | 200          | 205          | 205          | 200          | 350   |
| 12  | Theodoros Iakovidis (GRE)    | B     | 84.58              | 151        | 156        | 160        | 160        | 186          | 190          | 197          | 190          | 350   |
| 13  | Pascal Plamondon (CAN)       | B     | 85.00              | 150        | 155        | 155        | 155        | 185          | 185          | 190          | 190          | 345   |
| 14  | Yu Dong-ju (KOR)             | B     | 84.44              | 150        | 157        | 157        | 150        | 190          | 195          | 195          | 190          | 340   |
| 15  | Amar Mušić (CRO)             | B     | 84.58              | 140        | 145        | 150        | 150        | 180          | 180          | 186          | 186          | 336   |
| 16  | Richie Patterson (NZL)       | B     | 84.13              | 145        | 149        | 149        | 149        | 181          | 186          | 187          | 181          | 330   |
| 17  | Hoàng Tuấn Tài (VIE)         | B     | 84.27              | 135        | 140        | 145        | 145        | 172          | 180          | 185          | 180          | 325   |
| 18  | Welisson Silva (BRA)         | B     | 84.69              | 140        | 145        | 150        | 145        | 180          | 190          | 190          | 180          | 325   |
| 19  | Milko Tokola (FIN)           | B     | 84.79              | 140        | 145        | 148        | 145        | 170          | 175          | 175          | 175          | 320   |
| 20  | Khalid El-Aabidi (MAR)       | B     | 80.57              | 120        | 127        | 130        | 120        | 153          | 160          | 165          | 165          | 285   |
| 21  | Christian Amoah (GHA)        | B     | 83.52              | 121        | 125        | 130        | 130        | 153          | 153          | 157          | 153          | 283   |
| –   | Kyle Micallef (MLT)          | B     | 84.87              | 118        | 118        | 118        | DNF        | N/A          | N/A          | N/A          | N/A          | DNF   |
| –   | Arakel Mirzoyan (ARM)        | A     | 83.67              | 158        | 158        | 160        | 158        | N/A          | N/A          | N/A          | N/A          | DNF   |

 Antonis Martasidis (CYP) s-a aflat pe list de start dar a fost respins după ce a fost testat pozitiv cu o substanță interzisă la 25 iulie. 